# Tipula chilota
Tipula chilota är en tvåvingeart som beskrevs av Alexander 1929. Tipula chilota ingår i släktet Tipula och familjen storharkrankar. Inga underarter finns listade i Catalogue of Life.